# Waterloo Sunset
Pour les articles homonymes, voir Waterloo (homonymie).
Singles de The Kinks
Dead End Street
(1967) Autumn Almanac
(1966)
Pistes de Something Else by the Kinks
End of the Season
Waterloo Sunset est une chanson du groupe anglais The Kinks sortie en single en 1967. Écrite par Ray Davies, elle se classe no 2 des ventes au Royaume-Uni.
Pièce maîtresse de l'album Something Else by the Kinks, la chanson reflète une profonde mélancolie littéraire et un sens aigu de la mélodie.
Ray Davies cherchait à l'origine une chanson dont la description du paysage reflétait sa pensée. D'abord intitulé Liverpool Street, elle fut renommée Waterloo Sunset (en évoquant un coucher de soleil sur la gare Waterloo Station) dès la sortie de Penny Lane et Strawberry Fields Forever pour éviter tout malentendu.
La chanson s'ouvre sur une mélopée de basse pour atteindre des harmonies vocales soignées (interprétées par la femme et le frère de Ray, Rasa et Dave). L'ensemble décrit de façon très recherchée comment la vision de gens pressés, d'une rivière sale renforce chez le narrateur un sentiment d'individualité : il est en décalage avec ces gens fous, cette ville atroce, de fait il est seul, il est au paradis.
La partie musicale est sérieuse, soutenue : la basse de Peter Quaife et la lead guitar de Dave Davies sont présentes sans écraser le chant.
La chanson rencontre un succès important durant cet été de l'amour a contrario de l'album dont elle est issue (35e des charts). Il faut dire que les Kinks n'ont plus le droit depuis 1965 de fouler le sol américain (les privant ainsi d'un marché énorme), que leur maison de disques (Pye) ne les suit pas dans ce retour à la musique traditionnelle et poétique ; loin du psychédélisme de San Francisco, les Londoniens prônent la nostalgie et ce ne sera qu'à partir des années 1990 que leurs albums de cette période seront reconnus.
Waterloo Sunset a été classée 22e meilleure chanson britannique de tous les temps par XFM en 2010. En 2021, le magazine américain Rolling Stone classe la chanson en 14e position dans sa liste des « 500 plus grandes chansons de tous les temps ».
La chanson a été notamment reprise par David Bowie en 2003, sur l'édition japonaise de l'album Reality.
Les accords des couplets ont inspiré la chanson Karib Islander de Laurent Voulzy en 1992.